# TT93
La tombe thébaine TT 93 est située à Cheikh Abd el-Gournah, dans la nécropole thébaine, sur la rive ouest du Nil, face à Louxor en Égypte.
C'est la sépulture de Qenamon (ou Ken-Amun), régisseur royal d'Amenhotep II. La tombe est datée d'environ 1450 av. J.-C..